# Lionel Larry
Lionel Larry (ur. 14 września 1986) – amerykański lekkoatleta, sprinter.
Srebrny medalista biegu na 400 metrów z młodzieżowych mistrzostw NACAC (2006). Biegł w eliminacjach sztafety 4 x 400 metrów podczas mistrzostw świata (Berlin 2009). W finale już nie wystąpił, ale złoty medal tej imprezy przypadł także jemu.

## Rekordy życiowe
- bieg na 100 m – 10,23 (2009)
- bieg na 200 m – 20,32 (2009)
- bieg na 400 m – 44,63 (2008)
- bieg na 200 m (hala) – 20,97 (2007)
- bieg na 400 m (hala) – 46,12 (2010)